# Linda Palma
Linda Isabel Palma Angulo  (Barranquilla, 1 de febrero de 1985) es una presentadora de televisión y modelo colombiana. Actualmente es presentadora de Show Caracol en la sección de farándula en Noticias Caracol. la corresponsal de variedades Día a día en Barranquilla y la periodista deportiva Gol Caracol.

## Carrera
Participó en el reinado de Señorita Bogotá en 2006 y después se dedicó a la presentación, comenzando su carrera en el canal City TV, hasta llegar a Caracol Televisión, donde actualmente presenta "Show Caracol" en Noticias Caracol. Día a día y Gol Caracol.

## Vida personal
Está casada con el músico colombiano Diego Pulecio, de la banda Don Tetto.
No sólo por su belleza y estilo fresco, sino por su entereza para sobrellevar problemas de salud, se ha convertido en una de las presentadoras más queridas de la televisión colombiana.
Fue diagnosticada con esclerosis múltiple y tuvo una fuerte recaída en noviembre de 2016, poco después de debutar como presentadora de farándula de la edición estelar de Noticias Caracol y debió retirarse para someterse a tratamiento. En marzo de 2017 regresó a las pantallas.

## Filmografía

### Presentadora
| Año           | Título                              | Personaje                    | Canal              |
| ------------- | ----------------------------------- | ---------------------------- | ------------------ |
| 2024-presente | Gol Caracol                         | Periodista                   | Caracol Television |
| 2024-presente | Día a día                           | Corresponsal en Barranquilla | Caracol Television |
| 2016-presente | Show Caracol ... Noticias Caracol   | Presentadora                 | Caracol Television |
| 2016          | A otro nivel                        | Presentadora                 | Caracol Television |
| 2015          | La voz kids 2                       | Presentadora                 | Caracol Television |
| 2014-2015     | La fila                             | Presentadora                 | Caracol Television |
| 2014          | La voz Kids                         | Presentadora                 | Caracol Television |
| 2012          | La Voz Colombia                     | Presentadora                 | Caracol Television |
| 2012          | Noticias Caracol (Especial Londres) | Presentadora                 | Caracol Television |
| 2012          | Yo me llamo 2.                      | Presentadora                 | Caracol Television |
| 2011          | En sus marcas, listos, ya!          | Presentadora                 | Caracol Television |
| 2011          | Yo me llamo                         | Presentadora                 | Caracol Television |
| 2009-2011     | Nickname                            | Presentadora                 | Citytv             |
| 2008-2009     | Zona Locha                          | Presentadora                 | Citytv             |
| 2007-2008     | Cool S Cool.                        | Presentadora                 | Citytv             |
| 2006-2007     | City Noticias.                      | Presentadora                 | Citytv             |

## Premios y nominaciones
| Año  | Premiación                   | Trabajo nominado | Categoría                             | Resultado | Ref.  |
| ---- | ---------------------------- | ---------------- | ------------------------------------- | --------- | ----- |
| 2011 | XXVII Premios India Catalina | Cool S Cool      | Mejor presentadora de entretenimiento | Nominada  | [ 5 ] |
| 2013 | Kids Choice Awards México    | Ella misma       | Personaje del año en Colombia         | Nominada  | [ 6 ] |
| 2014 | XXX Premios India Catalina   | La Voz Colombia  | Mejor presentadora de entretenimiento | Nominada  | [ 7 ] |
| 2017 | XXVI Premios TVyNovelas      | Noticias Caracol | Mejor presentadora de farándula       | Ganadora  | [ 8 ] |